# Bánh mì cuộn

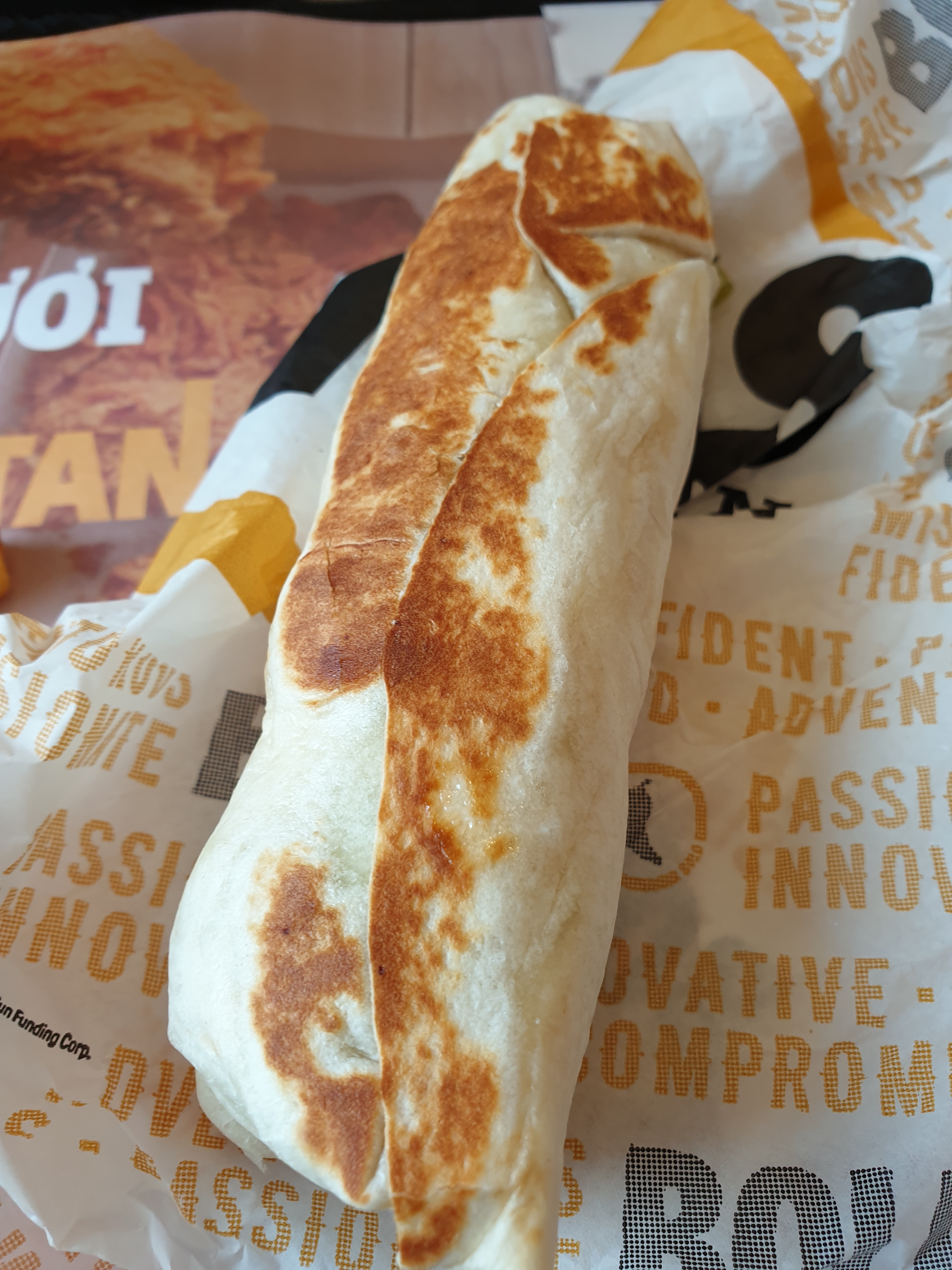
Bánh mì cuộn (Wrap) ở Việt Nam

Bánh mì cuộn hay còn gọi là bánh Wrap là một món ăn làm từ bánh mì lát với độ dai mềm để cuộn tròn quanh nhân bánh và thông thường được nướng lên tạo nên lớp vỏ ngoài vàng ruộm, dai dai cùng vị thanh mát của lớp nhân ngập sốt. Vỏ bánh được làm từ bột ngô cán mỏng thành bạt. Nhân bánh rất đa dạng, bao gồm các loại rau củ sạch như xà lách, cà rốt, bắp cải kết hợp cùng với nhiều loại thịt khác nhau như thịt gà, thịt bò hay thịt heo, phần nhân bánh được ướp với các loại sốt.
Người dân ở Mexico, Địa Trung Hải và Nam Á đã biết ăn những loại bánh gói hay bánh cuộn từ trước và khoảng những năm 1900. Người Mexico gọi những thứ này là Burritos và chúng có nhiều loại thành phần khác nhau, chủ yếu là bột mì hoặc bột ngô, thường chứa đầy ắp thịt, đậu, gạo, pho mát và các thành phần khác. Món bánh mì cuộn kiểu cách phương Tây ("bánh mì Tây") ngày nay có lẽ đến từ California, như một sự tổng hợp của loại Burrito Mexico và Tex-Mex, và trở nên phổ biến vào những năm 1990. Nó có thể đã được phát minh và đặt tên tại một chuỗi cửa hàng phía nam California có tên là "I Love Juicy" vào đầu những năm 1980. Quán cà phê có tên Bobby Valentine ở Stamford, Connecticut đôi khi được cho là đã phát minh ra loại bánh này ở cùng thời điểm.